# Glenea elegans
Glenea elegans är en skalbaggsart som först beskrevs av Olivier 1795.  Glenea elegans ingår i släktet Glenea och familjen långhorningar. Inga underarter finns listade i Catalogue of Life.